# ۹/۱۱ (فیلم)
۹/۱۱ (به انگلیسی: 9/11) فیلمی ۱۱۲ دقیقه‌ای به کارگردانی ژوله و گدئون نائودت با بازی رابرت دنیرو محصول کشور ایالات متحده آمریکا است.